# Jimmy Gomez
Pour les articles homonymes, voir Gomez.
Jimmy Gomez, né le 25 novembre 1974 à Fullerton (Californie), est un homme politique américain. Membre du Parti démocrate, il est élu de Californie à la Chambre des représentants des États-Unis lors d'une élection partielle le 6 juin 2017 visant à remplacer Xavier Becerra, nommé secrétaire à la Santé et aux Services sociaux des États-Unis dans l'administration de Joe Biden.

## Biographie

### Jeunesse et débuts en politique
Les parents de Jimmy Gomez sont originaires du Mexique. Ils arrivent aux États-Unis dans le cadre du programme Bracero.
En 2012, Jimmy Gomez — alors directeur politique de la United Nurses Associations of California — est candidat à l'Assemblée de l'État de Californie dans le nouveau 51e district. Il arrive en tête de la primaire avec 13 points d'avance sur un autre démocrate, Luis Lopez. Lors de l'élection générale, il bat Lopez avec environ 60 % des suffrages. Il est réélu à deux reprises en 2014 et 2016.

### Représentant des États-Unis
En 2017, il se présente à la Chambre des représentants des États-Unis dans le 34e district de Californie, après la démission de Xavier Becerra, nommé procureur général de Californie. La circonscription, qui s'étend de Downtown Los Angeles à Boyle Heights, est majoritairement hispanique et favorable aux démocrates. Gomez représente déjà plus de la moitié de ces électeurs à la législature californienne. Il arrive en tête du premier tour avec environ 25 % des voix, devant Robert Lee Ahn, démocrate d'origine coréano-américaine, à 22 %. Bien que les deux candidats soient proches idéologiquement, Gomez reproche à Ahn, ancien républicain, d'être trop centriste. De son côté, Ahn se présente en outsider face à Gomez, notamment soutenu par l'establishment démocrate. Gomez reçoit également le soutien d'importants syndicats et de mouvements proches de Bernie Sanders. Malgré une forte mobilisation de la communauté coréenne locale, Gomez est élu représentant avec 60 % des suffrages dans ce duel entre démocrates.